# Kornel Gibiński
Kornel Stanisław Gibiński (ur. 7 września 1915 w Krakowie, zm. 31 marca 2012 w Katowicach) – polski lekarz, profesor doktor habilitowany nauk medycznych, członek rzeczywisty PAN, PAU, dr.h.c.mult., internista, gastroenterolog, farmakolog kliniczny oraz filozof medycyny.

## Życiorys
Był synem artysty malarza Stanisława Gibińskiego.
W 1939 ukończył studia na Wydziale Lekarskim Uniwersytetu Jagiellońskiego. W trakcie II wojny światowej pracował w Klinice Chorób Wewnętrznych UJ oraz Ubezpieczalni Społecznej. Członek Armii Krajowej, aresztowany i osadzony w Gross-Rosen w 1944. Po wojnie pracował we Wrocławiu (tam zainteresował się endoskopią, gdy znalazł 3 poniemieckie endoskopy).
Stopień doktora n. med. uzyskał w 1945, a doktora habilitowanego w 1949. W 1954 został profesorem nadzwyczajnym, a w 1966 profesorem zwyczajnym. Pracę rozpoczął w 1935 jeszcze jako student w Zakładzie Fizjologii UJ. W 1953 został kierownikiem Kliniki Chorób Wewnętrznych ŚAM w Bytomiu, a w 1961 w Katowicach. W 1974 został kierownikiem Kliniki Gastroenterologii oraz Instytutu Chorób Wewnętrznych ŚAM w Katowicach, którymi kierował do przejścia na emeryturę (1985).
Założyciel i przewodniczący Polskiego Towarzystwa Gastroenterologicznego, członek honorowy: Polskiego Lekarskiego Towarzystwa Radiologicznego, Towarzystwa Internistów Polskich, Polskiego Towarzystwa Lekarskiego, Francuskiego Towarzystwa Gastroenterologii, Towarzystwa Naukowego Lekarzy Czechosłowackich im. J. E. Purkyně (Československá lékařská společnost J. E. Purkyně). Członek komitetów redakcyjnych „Przeglądu Lekarskiego”, „Polskiego Archiwum Medycyny Wewnętrznej”. Od 1961 członek czynny New York Academy of Sciences, od 1970 członek Royal Society of Medicine (Londyn), wiceprezydent Europejskiego Tow. Endoskopii (1980–1984) i wiceprezydent Światowej Organizacji Towarzystwa Gastroenterologii (1982–1986).
Zawarł małżeństwo z Wandą z domu Ostrowską. Ich córka Marta Gibińska-Marzec została anglistką, profesorem nauk humanistycznych; ich wnukami są Magdalena Heydel i Andrzej Marzec.

### Dorobek naukowy
Bywa nazywany ojcem śląskiej interny. Promotor ponad 40 przewodów doktorskich i opiekun 13 habilitacyjnych. Opublikował 7 opracowań monograficznych, ponad 30 rozdziałów w opracowaniach zbiorowych oraz ponad 400 artykułów, w tym 77 publikowanych zagranicą. Autor pierwszego polskiego podręcznika gastroenterologii klinicznej (1958), stworzył pierwszą na Śląsku pracownię endoskopową, uruchomił drugą w Polsce „sztuczną nerkę” i pierwszą pracownię angiograficzną.
Był bliskim przyjacielem i współpracownikiem prof. Tadeusza Chruściela.
Spoczywa na Cmentarzu Salwatorskim (sektor SC12-1-7).

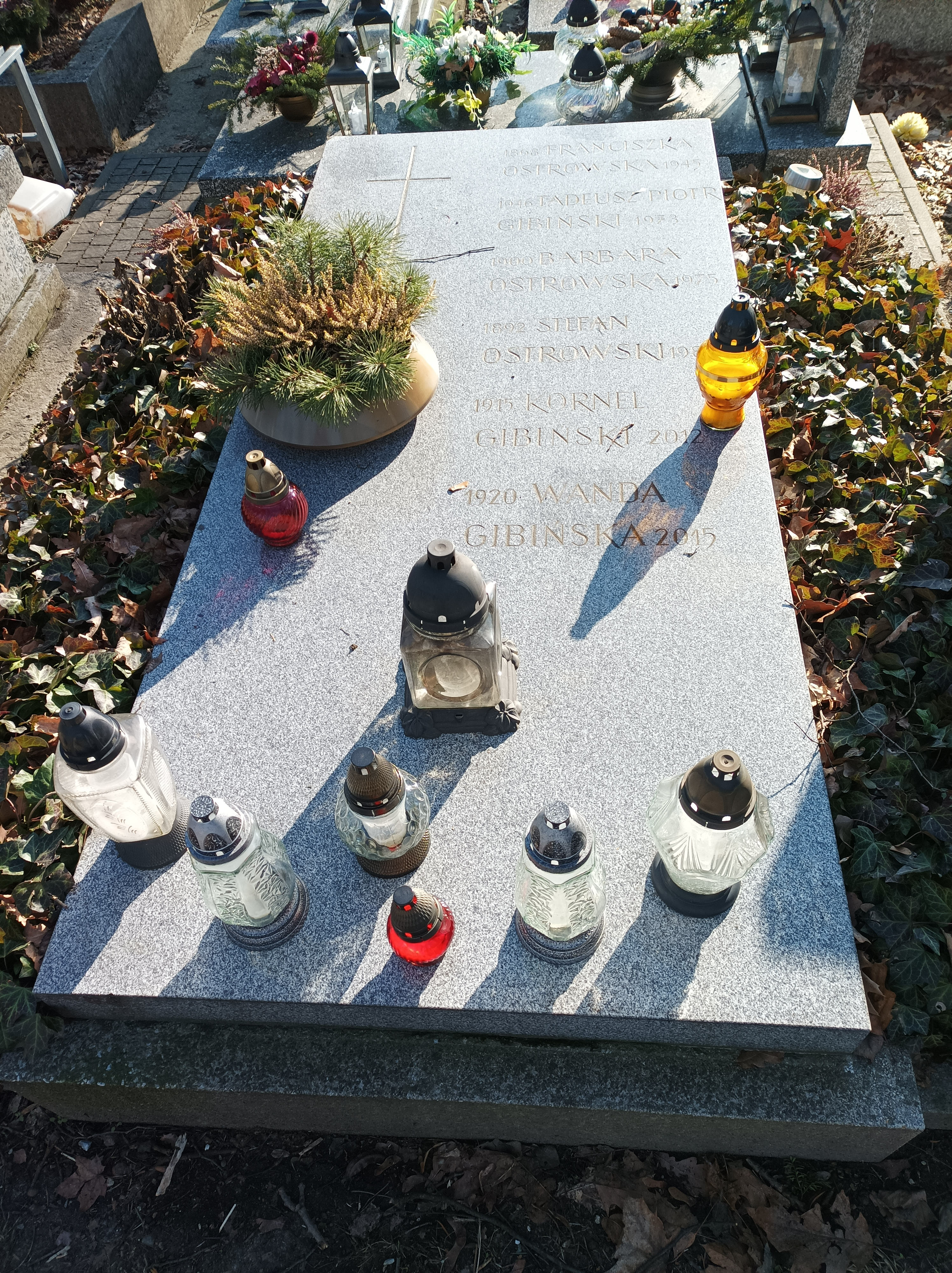
Grób prof. Kornela Gibińskiego na cmentarzu Salwatorskim w Krakowie

### Odznaczenia i wyróżnienia
Odznaczony Orderem Budowniczych Polski Ludowej (1974), Krzyżem Komandorskim z Gwiazdą (1999), Oficerskim i Kawalerskim Orderu Odrodzenia Polski, Złotym Krzyżem Zasługi (1955), odznaką honorową „Za wzorową pracę w służbie zdrowia” (1951), odznaką „Zasłużony Lekarz PRL”, nagrodą Fundacji Alfreda Jurzykowskiego (1979), Nagrodą Państwową II st., Medalem „Gloria Medicinae”.
W dowód uznania dla jego osoby 7 września 2006 nadano jego imię Centralnemu Szpitalowi Klinicznemu w Katowicach (przekształconemu w 2016 roku w Uniwersyteckie Centrum Kliniczne). Kilka dni wcześniej został Honorowym Obywatelem Miasta Katowice. W roku 2000 otrzymał Nagrodę im. Wojciecha Korfantego przyznawaną przez Związek Górnośląski.